# 서경원 (1952년)
서경원(1952년 5월 2일 ~ )은 대한민국의 정치인이다. 제2대 사상구청장을 역임했다.

## 학력
- 수정국민학교 (졸업)
- 부산중학교 (졸업)
- 부산고등학교 (졸업)
- 한양대학교 상경대학 (경영학과 / 학사)

## 역대 선거 결과
|  | 35.6% |

|  | 39.20% |